# Acide sinapique
L'acide sinapique (ou parfois acide sinapinique) ou acide 3,5-diméthoxy-4-hydroxycinnamique  est un composé phytochimique dérivé de l'acide cinnamique de formule brute C11H12O5. Il fait partie des acides phénoliques.
Il est couramment utilisé comme matrice en désorption-ionisation laser assistée par matrice (MALDI).
C'est une matrice utile pour une grande variété de peptide et de protéines. Il est utile en tant que matrice pour le MALDI pour sa capacité à absorber les radiations laser, ainsi que pour sa capacité à donner des protons (H+) à l'analyte.

## Occurrence naturelle
L'acide sinapique et ses esters (sinapoylglucose, sinapoylmalate et plus rarement synapoylcholine) se trouvent dans une large variété de plantes, en grande quantité dans les plantes oléagineuses (et en général dans les Brassicaceae/Crucifères), et tout particulièrement dans les graines de colza. La teneur en acides phénoliques est d'ailleurs significativement plus grande dans le colza que dans les autres cultures oléagineuses (ex: taux dans l'arachide : 636 mg·kg-1, colza : 6 399 mg·kg-1), la plus grosse part (entre 70 et 85 %) venant de l'acide sinapique et de ses esters. 
Dans les plantes, l'acide sinapique est biosynthétisé à partir de l'acide cinnamique, lui-même synthétisé à partir de phénylalanine. L'acide cinnamique subit par la suite des méthylations et hydroxylations donnant l'acide paracoumarique (qui peut aussi être obtenu à partir de la tyrosine) l'acide caféique, l'acide férulique, l'acide 5-hydroxyférulique.
Ce dernier est finalement transformé en l'acide sinapique par méthylation d'une de ses fonctions hydroxyles (transformation en méthoxy) grâce à l'enzyme O-méthyltransférase (OMT).